# Morbid Visions
Morbid Visions är brasilianska Sepulturas första fullängdsskiva, utgiven 1986. Den innehåller bland annat Sepultura-klassikern "Troops of Doom". Texterna på denna skiva är till stor del snodda av brittiska Venom, då det var brist på kunskaper i engelska i bandet.

## Låtlista
1. "Morbid Visions" - 3:23
2. "Mayhem" - 3:15
3. "Troops of Doom" - 3:21
4. "War" - 5:32
5. "Crucifixion" - 5:02
6. "Show Me the Wrath" - 3:52
7. "Funeral Rites" - 4:23
8. "Empire of the Damned" - 4:24
9. "The Curse" - 0:39
10. "Bestial Devastation" - 3:06
11. "Antichrist" - 3:46
12. "Necromancer" - 3:52
13. "Warriors of Death" - 4:07